# Рауль Росаріво
Рау́ль Ма́ріо Росарі́во (ісп. Raúl Mario Rosarivo; 1903, Буенос-Айрес, Аргентина — 1966, там само) — аргентинський друкар, дослідник, дизайнер, поет, художник та ілюстратор, відомий своєю роботою з аналізу Біблії Гутенберга. Він був генеральним директором Графічних майстерень провінції Буенос-Айрес (ісп. Talleres Gráficos de la Provincia de Buenos Aires).
Росаріво у своїй праці «Типографічна божественна пропорція» (ісп. «Divina proporción tipográfica»), вперше опублікованій 1947 року, проаналізував ренесансні книги за допомогою циркуля і лінійки та описав використання золотого перетину, під яким він розумів співвідношення 2:3, у книгах, виготовлених Гутенбергом (а також Петером Шеффером, Ніколя Дженсоном та іншими). На думку самого Росаріво, його робота і твердження про те, що Гутенберг використовував «золотий перетин» (або «секретне число», як його ще називав Росаріво) для встановлення гармонійних зв'язків між різними частинами своїх друкованих творів, було проаналізовано експертами Музею Гутенберга та перевидано в його офіційному журналі Gutenberg Jahrbuch

### Іспанською
- Divina proporción tipográfica, La Plata, Argentina (1953); ediciones previas: 1948 y 1947. (Aquí, una breve discusión de la obra.)
- Romances de medianoche (colección de poemas), Kraft, Buenos Aires (1943).
- Cómo formar el espíritu de la imprenta, Buenos Aires (1946).
- De la unidad artística del libro: consideraciones críticas y ensayo de una técnica racional para uso de diagramaciones gráficas, Semca, Buenos Aires (1947).
- Crónica de Johann Gutenberg, Cámara de Industriales Gráfios de la Argentina (CIGA), Buenos Aires (1955).
- Historia general del libro impreso, Ediciones Áureas, Buenos Aires (1964).

### Німецькою
- Die Masszahl 1,5 als esthätische Norm tipographischer Grössenverhältnisse, Buenos Aires, Übersetzung: Heinz H. Schmiedt (Der Druckspiegel, Stuttgart, 1957).
- «Goldene Proportionen des ‘Psalteriums’», en Gutenberg Jahrbuch, Maguncia (1958).
- Das Buch vom Goldenen Typografischen, Modul 1:1,5. Das Modul von Johann Gutenberg und seiner Zeitgenossen in der Proportion 2:3. Übersetzt aus dem spanischen von Heinz Nieth. Bearbeitung der deutschen Ausgabe von Hermann Zapf. Scherpe Verlag, Krefeld (1961).